# Martina Fidanza
Pour les articles homonymes, voir Fidanza.
Martina Fidanza, née le 5 novembre 1999 à Ponte San Pietro, est une coureuse cycliste italienne. Spécialiste de la piste, elle court également sur route. Elle est notamment double championne d'Europe du scratch (2020 et 2025) et double championne du monde (2021 et 2022). Elle est également championne du monde de poursuite par équipes en 2022.

## Biographie
Née en 1999 à Ponte San Pietro, dans la province de Bergame, Martina Fidanza est issue d'une famille de cyclistes. Sa sœur Arianna est également coureuse cycliste. Son père Giovanni était coureur professionnel dans les années 1990. Il a remporté des étapes du Tour de France et du Tour d'Italie, ainsi que le classement par points du Tour d'Italie 1989. Il est ensuite devenu directeur sportif et dirige notamment l'équipe Eurotarget-Bianchi-Vitasana, où évoluent ses deux filles lors de la saison 2019.
En 2016, à l'âge de dix-sept ans, elle devient chez les juniors (moins de 19 ans) championne d'Italie de vitesse par équipes avec Gloria Manzoni. Lors de ces championnats, elle décroche quatre autres titres en individuel sur  le 500 mètres, le keirin, la vitesse et l'omnium. En vitesse par équipes, elle remporte également avec Manzoni deux médailles d'argent internationales : l'une aux mondiaux juniors d'Aigle (où elle se classe également dixième du 500 mètres et huitième au keirin) et l'autre aux championnats d'Europe à Montichiari (où elle est également sixième du 500 mètres et quatrième en vitesse). Parallèlement, elle se classe soixante-huitième de la course en ligne des mondiaux sur route juniors de Doha. Pour sa deuxième année chez les juniors en 2017, elle gagne sur route le prologue et une étape du Tour de Campanie, abandonne la course en ligne des mondiaux de Bergen et se classe quatrième du championnat d'Europe sur route. Sur la piste, elle est à domicile double championne du monde juniors en poursuite par équipes juniors (avec Chiara Consonni, Vittoria Guazzini et Letizia Paternoster) et en course scratch. Elle est également double championne d'Europe juniors dans les mêmes deux spécialités et décroche également l'argent en keirin. À dix-huit ans, elle est sélectionnée pour ses premiers mondiaux élites, terminant onzième de la vitesse par équipes lors des championnats du monde de Hong Kong.
A dix-neuf ans, en 2018, elle rejoint l'équipe Eurotarget-Bianchi-Vitasana, dirigée par son père Giovanni et où elle retrouve sa sœur Arianna. Elle participe au Tour d'Italie féminin, abandonnant avant la septième étape. Sur piste, elle devient championne d'Italie du keirin (titre confirmé également l'année suivante) et remporte l'argent de la vitesse par équipes avec Gloria Manzoni et Miriam Vece lors du championne d'Europe espoirs (moins de 23 ans). En 2019, elle remporte sur route le prologue sur route et une étape du Tour de Campanie, ainsi que la Coppa Caivano et le Giro della Provincia di Pordenone. Sur la piste, elle s'impose dans les courses scratch de deux manches de la Coupe du monde (Cambridge et Hong Kong), termine dix-septième de la vitesse par équipes aux championnats du monde de Pruszków, dixième du scratch aux championnats d'Europe à Apeldoorn et décroche l'argent sur le scratch des Jeux européens de Minsk, derrière la Néerlandaise Kirsten Wild.
En 2020, alors qu'elle est sur route hors délais lors de la deuxième étape du Tour d'Italie féminin, sur piste elle est cinquième du scratch aux championnats du monde de Berlin, mais surtout elle remporte trois titres européens chez les espoirs à Fiorenzuola d'Arda, sur la poursuite par équipes (avec Marta Cavalli, Chiara Consonni et Vittoria Guazzini), la course à l'américaine avec Chiara Consonni et le scratch. En fin d'année, elle devient championne d'Europe du scratch à Plovdiv, son premier titre international chez les élites.
En 2021, elle est sacrée championne du monde du scratch à Roubaix et décroche l'argent sur la poursuite par équipes (même si elle ne participe pas à la finale). La même année, elle est vice-championne d'Europe de poursuite par équipes et obtient trois médailles, dont deux titres aux championnats d'Europe espoirs : l'or en poursuite par équipes et sur l'américaine, ainsi que le bronze sur le scratch. En fin d'année, elle subit une opération cardiaque.
En 2022, elle change d'équipe et rejoint la formation Ceratizit-WNT.

## Palmarès sur piste

### Jeux olympiques
- Paris 2024
  - 4e de la poursuite par équipes

### Championnats du monde
| Édition / Épreuve              | 500 mètres | Keirin | Vitesse individuelle | Vitesse par équipes          | Poursuite par équipes                           | Scratch |
| Aigle 2016 (juniors)           | 10e        | 8e     | 10e                  | Argent (avec Gloria Manzoni) |                                                 |         |
| Montichiari 2017 (juniors)     |            |        |                      |                              | Or (avec Consonni, Paternoster et Guazzini)     | Or      |
| Hong Kong 2017                 |            |        |                      | 11e                          |                                                 |         |
| Pruszków 2019                  |            |        |                      | 17e                          |                                                 | Abandon |
| Berlin 2020                    |            |        |                      |                              |                                                 | 5e      |
| Roubaix 2021                   |            |        |                      |                              | Argent                                          | Or      |
| Saint-Quentin-en-Yvelines 2022 |            |        |                      |                              | Or (avec Alzini, Consonni, Balsamo et Guazzini) | Or      |
| Ballerup 2024                  |            |        |                      |                              | Bronze                                          | 4e      |

### Coupe du monde
- 2018-2019
  - Classement général du scratch
  - 1re du scratch à Cambridge
  - 1re du scratch à Hong Kong
- 2019-2020
  - 2e du scratch à Minsk

### Coupe des nations
- 2022
  - 1re de la poursuite par équipe à Milton (avec Silvia Zanardi, Elisa Balsamo, Chiara Consonni et Barbara Guarischi)
  - 1re de la course scratch à Milton
- 2023
  - 3e de l'américaine à Jakarta
  - 3e de l'américaine à Milton
- 2024
  - 2e de la poursuite par équipes à Milton

### Championnats d'Europe
| Édition / Épreuve                 | 500 mètres | Kilomètre | Keirin | Vitesse individuelle | Vitesse par équipes                         | Poursuite par équipes                                    | Scratch | Américaine                |
| Montichiari 2016 (juniors)        | 6e         |           |        | 4e                   | Argent (avec Gloria Manzoni)                |                                                          |         |                           |
| Anadia 2017 (juniors)             |            |           | Argent |                      |                                             | Or (avec Consonni, Paternoster et Guazzini)              | Or      |                           |
| Aigle 2018 (espoirs)              |            |           |        |                      | Argent (avec Gloria Manzoni et Miriam Vece) |                                                          |         |                           |
| Apeldoorn 2019                    |            |           |        |                      |                                             |                                                          | 10e     |                           |
| Fiorenzuola d'Arda 2020 (espoirs) |            |           |        |                      |                                             | Or (avec Consonni, Cavalli et Guazzini)                  | Or      | Or (avec Chiara Consonni) |
| Plovdiv 2020                      |            |           |        |                      |                                             |                                                          | Or      |                           |
| Apeldoorn 2021 (espoirs)          |            |           |        |                      |                                             | Or (avec Gasparrini, Consonni et Zanardi)                | Bronze  | Or (avec Chiara Consonni) |
| Granges 2021                      |            |           |        |                      |                                             | Argent (avec Alzini, Paternoster, Barbieri et Zanardi)   | 5e      | 6e                        |
| Munich 2022                       |            |           |        |                      |                                             | Argent (avec Barbieri, Paternoster, Guazzini et Zanardi) | 11e     |                           |
| Granges 2023                      |            |           |        |                      |                                             | Argent (avec Balsamo, Paternoster, Alzini et Guazzini)   | 5e      |                           |
| Apeldoorn 2024                    |            |           |        |                      |                                             | Or (avec Guazzini, Paternoster et Balsamo)               | Bronze  |                           |
| Heusden-Zolder 2025               |            | Argent    |        |                      |                                             | Or (avec Consonni, Guazzini et Alzini)                   | Or      |                           |

### Jeux européens
| Édition / Épreuve | Scratch |
| Minsk 2019        | Argent  |

### Championnats d'Italie
- 2016
  -  Championne d'Italie du 500 mètres juniors
  -  Championne d'Italie du keirin juniors
  -  Championne d'Italie de vitesse juniors
  -  Championne d'Italie de vitesse par équipes juniors (avec Gloria Manzoni)
  -  Championne d'Italie d'omnium juniors
- 2018
  -  Championne d'Italie du keirin
- 2019
  -  Championne d'Italie du keirin
- 2021
  -  Championne d'Italie de course à l'américaine (avec Rachele Barbieri)
- 2022
  -  Championne d'Italie de course à l'élimination
  -  Championne d'Italie du scratch
  -  Championne d'Italie du keirin
  -  Championne d'Italie de course à l'américaine (avec Rachele Barbieri)
  -  Championne d'Italie de vitesse par équipes (avec Rachele Barbieri et Elena Bissolati)
  -  Championne d'Italie de poursuite par équipes (avec Rachele Barbieri, Chiara Consonni et Martina Alzini)
- 2023
  -  Championne d'Italie du scratch
  -  Championne d'Italie de l'omnium
  -  Championne d'Italie de poursuite par équipes (avec Sara Fiorin, Francesca Pellegrini et Martina Alzini)
  -  Championne d'Italie de l'américaine (avec Martina Alzini)

## Palmarès sur route

### Par années
- 2017
  - Prologue et 1re étape du Tour de Campanie
  - 3e du Trofeo Alfredo Binda-Comune di Cittiglio juniors (Coupe des Nations Juniors)
  - 4e du championnat d'Europe sur route juniors
- 2019
  - Prologue et 2e étape du Tour de Campanie
  - Coppa Caivano
  - Giro della Provincia di Pordenone
- 2022
  - 1re étape du Tour de Toscane
- 2023
  - Ronde de Mouscron
  - 2e de la Veenendaal-Veenendaal Classic
  - 2e du Grand Prix Beerens
- 2024
  - Grand Prix Mazda Schelkens
  - 2e et 3e étapes du Tour de Thuringe
  - 3e du Ronde de Mouscron
  - 3e du Grand Prix de l'Escaut
- 2025
  - Festival Elsy Jacobs à Luxembourg
  - Trofee Maarten Wynants
  - 4e étape du Baloise Ladies Tour

### Classements mondiaux
| Année                                 | 2018 | 2019 | 2020 | 2021 | 2022 | 2023 | 2024 |
| ------------------------------------- | ---- | ---- | ---- | ---- | ---- | ---- | ---- |
| Classement UCI                        | 355e | nc   | nc   | 867e | 534e | 59e  | 121e |
| UCI World Tour                        | nc   | nc   | nc   | nc   | 229e | 77e  | 245e |
|                                       |      |      |      |      |      |      |      |
| Légende : nc = non classéSource : UCI |      |      |      |      |      |      |      |

## Distinctions
- Prix Gino Bartali : 2022